# Enterostomula graffi
Enterostomula graffi är en plattmaskart. Enterostomula graffi ingår i släktet Enterostomula och familjen Cylindrostomidae. Inga underarter finns listade i Catalogue of Life.